# Roast Fish Collie Weed & Corn Bread
Roast Fish Collie Weed & Corn Bread è un album roots reggae del produttore giamaicano Lee Perry uscito nel 1977. L'album, molto sperimentale e prodotto da lui stesso negli studi Black Ark, è il primo composto interamente da canzoni cantate da lui.
La Island Records, che aveva in precedenza pubblicato dischi prodotti da Lee Perry come Super Ape e War Ina Babylon di Max Romeo, respinse l'album. Ciò fece concludere il suo rapporto con la casa discografica anglo-giamaicana.

## Tracce

### Lato A
1. Soul Fire
2. Throw Some Water In
3. Evil Tongues
4. Curly Locks
5. Ghetto Sidewalk

### Lato B
1. Favourite Dish
2. Big Neck Police
3. Free Up The Weed
4. Mr. D.J. Man AKA Yu Squeeze Ma Panhandle
5. Roast Fish & Cornbread

## Musicisti
- Lee Perry: produttore, voce e percussioni
- Geoffrey Chung: chitarra
- Earl "Chinna" Smith: chitarra
- Billy Boy: chitarra
- Winston Wright: organo
- Boris Gardiner – basso
- Michael "Mickey Boo" Richards: batteria
- Sly Dunbar: batteria
- Noel "Skully" Simms: percussioni
- Full Experience: cori